# Věžnice u Jihlavy
Věžnice (deutsch Wieznitz, 1939–1945 Wesenz) ist eine Gemeinde in Tschechien. Sie liegt zehn Kilometer südlich von Polná und gehört zum Okres Jihlava.

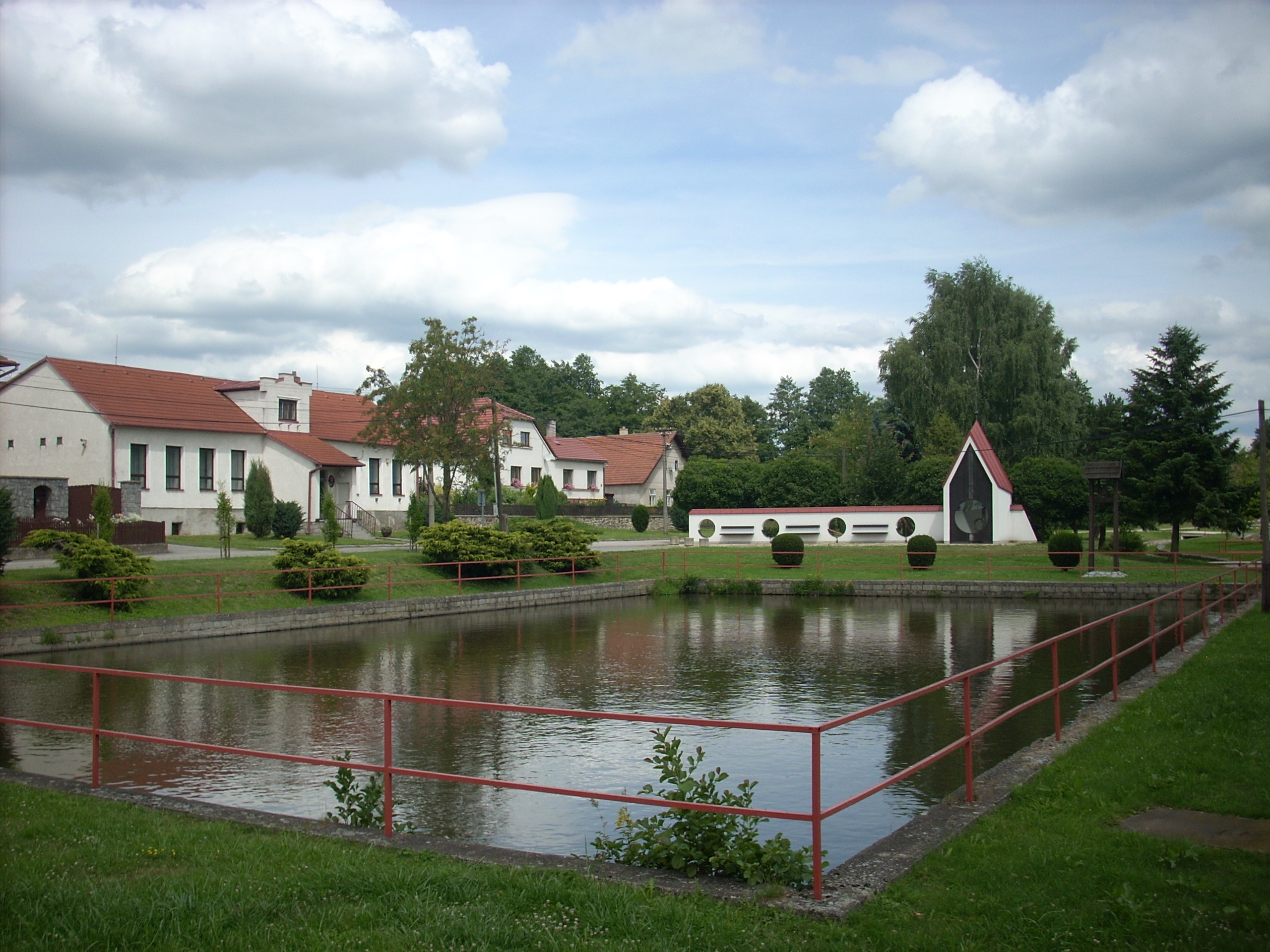
In Věžnice

## Geographie
Věžnice befindet sich im Westen der Arnolecké hory am Bach Jamenský potok, der östlich des Dorfes am Kopeček (627 m) entspringt. Nördlich erhebt sich der Skalek (626 m), im Südosten der Řehořovský vrch (Regensberg, 644 m) und im Süden der Pahorek (607 m). Durch Věžnice führt die Autobahn D1/E 50/E 65, die nächste Abfahrt ist Velký Beranov.
Nachbarorte sind Nadějov, Arnolec und Jersín im Nordosten, Meziříčko im Osten, Řehořov und Kamenička im Südosten, Kamenice und Bítovčice im Süden, Vysoké Studnice im Südwesten, Kozlov im Westen sowie Rybné im Nordwesten.

## Geschichte
Es wird angenommen, dass Věžnice im 13. Jahrhundert gegründet worden ist. Die erste schriftliche Erwähnung des Dorfes erfolgte im Jahre 1539.
Nach der Aufhebung der Patrimonialherrschaften bildete Věžnice ab 1850 eine Gemeinde im Bezirk Jihlava. Zwischen 1949 und 1960 gehörte sie zum Okres Jihlava-okolí und seit 1961 wieder zum Okres Jihlava. Zwischen 1995 und 1998 nahm Věžnice viermal am Wettbewerb Dorf des Jahres teil und war 1998 Sieger in der Region Südmähren.

## Gemeindegliederung
Für die Gemeinde Věžnice sind keine Ortsteile ausgewiesen.

## Sehenswürdigkeiten
- Statuengruppe des hl. Johannes von Nepomuk und der Jungfrau Maria
- Millenniumsgedenkstätte, errichtet im Jahre 2000 am Dorfteich